# Иван Тишев
Иван Димитров Тишев е български актьор и музикант, известен най-вече с ролята си на Боби от сериала „Революция Z“, излъчван по БТВ, и с участието си в уеб сериала „Не така, брат“ в ролята на Дидо.

## Биография
Иван Тишев е роден на 11 май 1994 г. в София. 
В интервю за „Мюзик Спейс“ споменава, че е взел първата си китара на 12 години и оттам е тръгнала любовта му към музиката.
През 2012 г. започва да се снима в тийн сериала „Революция Z“, като играе в една от главните роли. Освен в сериала има и няколко участия с групата от Революция Z. През 2016 г. започва излъчването на „Не така, брат!“, където играе брат на главния герой, Мишо. През 2018 г. взима участие и в заснемането на „Революция Х“ и „Килерът“, отново в главни роли.
От 2021 г. е водещ в музикалното риалити „Гласът на България“.
Освен китарист е и тонрежисьор, прави аранжименти и е автор на музика, включително и за филмите „Завръщане“ и „Завръщане 2“, „Румбата, аз и Роналдо“ и други. Участва в музикални проекти с Торино и Пашата.

## Филмография
- „Революция Z“ (2012 – 2014)
- „Не така, брат!“ (2016 – 2018)
- „Революция Х“ (2018)
- „Килерът“ (2018)

## Дублаж
- „Червената обувчица и седемте джуджета“, 2019